# Laroya
Laroya é um município da Espanha 
na província de Almería, comunidade autônoma da Andaluzia, de área 21 km² com população de 149 habitantes (2009) e densidade populacional de 7,1 hab/km².

## Demografia
| Variação demográfica do município entre 1996 e 2008 | Variação demográfica do município entre 1996 e 2008 | Variação demográfica do município entre 1996 e 2008 | Variação demográfica do município entre 1996 e 2008 |
| --------------------------------------------------- | --------------------------------------------------- | --------------------------------------------------- | --------------------------------------------------- |
| 1996                                                | 2001                                                | 2004                                                | 2008                                                |
| 108                                                 | 98                                                  | 123                                                 | 142                                                 |